# Portals, Volume 1: Mourning
Portals, Volume 1: Mourning ist ein Jazzalbum von Caroline Davis. Die im Dezember 2020 im Oktaven Audio Studio in Mount Vernon, New York, entstandenen Aufnahmen erschienen am 27. August 2021 auf Sunnyside Records.

## Hintergrund
Die Altsaxophonistin Caroline Davis war bei ihrem vorherigen Sunnyside-Album Heart Tonic (2018) inspiriert von der Entdeckung, dass ihr Vater eine Herzrhythmusstörung hatte; er starb 2019. Rückblickend auf ihre Zeit mit ihrem Vater wurde Davis daraufhin klar, dass sie nicht nur mit den unmittelbaren Folgen seines Todes umgehen musste, sondern auch mit dem voneinander entfernt verbrachten Leben und seinem Workaholic-Lebensstil, was ihre Beziehung erschwert habe, heißt es in den Liner Notes. Eine willkommene Hilfe für Davis’ Genesung und Arbeit war ein Aufenthalt in der McDowell Artists’ Colony in New Hampshire. Dort hatte sie Gelegenheit, mit Bildhauerei zu beginnen, was später die Stücke von Portals, Volume 1 inspirieren sollte. Ein Stipendium der Jerome Foundation ermöglichte es ihr, die restlichen Kompositionen und Aufnahmen im Jahr 2020 fertigzustellen.
Das regelmäßige Quintett von Davis wird durch ein Streichquartett ergänzt, das sie einsetzte, um die gemischten Emotionen des Trauerprozesses darzustellen, schrieb Mike Shanley. Caroline Davis wird neben den Streichern von dem Trompeter Marquis Hill, dem Pianisten Julian Shore, dem Bassisten Chris Tordini und dem Schlagzeuger Allan Mednard unterstützt.
Abgesehen vom Albumtitel zeigte sich Caroline Davis’ Inspiration auch in den gesprochenen Zwischenstücken, die von „The Rubaiyat“ bis hin zu Korrespondenz mit ihrem Vater reichen. In dem groovigen „How to Stop a Drop of Water from Evaporating“ beantwortet sie das Rätsel ihres Vaters immer wieder mit Falsett-Stimme: „Throw it into the sea“.

## Titelliste
- Caroline Davis Portals, Volume 1: Mourning (Sunnyside Records)[2]

1. Yesterday’s Seven Thousand Years 8:00
2. Hop On Hop Off 7:34
3. Highlighter Hearts 7:35
4. On Stone 1:12
5. How To Stop a Drop of Water from Evaporating 4:13
6. Acephalous Placebo 8:32
7. Respite 1:38
8. Left 7:44
9. Faced 2:01
10. The Inflated Chariot Awaits Defeat 10:12
11. Worldliness and Non-Duality 6:44

Die Kompositionen stammen von Caroline Davis.

## Rezeption
Dave Sumner schrieb in Bandcamp Daily, Verlust und Isolation seien das Herzstück von Portals, Volume 1: Mourning. Es sei ein Beweis für die Fähigkeit der Künstlerin, Schmerz und Verzweiflung in Schönheit und Hoffnung zu verwandeln. Besonders lohnend sei Davis’ Integration eines Streichquartetts in ihr Projekt. Ihre Musik strahle typischerweise eine gewisse Schwere aus, und die erhebende Natur der Streicherparts verleihe der Angelegenheit eine Leichtigkeit, die die emotionale Wirkung der Musik um ein oder drei Stufen erhöhe.
Mike Shanley schrieb in JazzTimes, mit Portals, Volume 1: Mourning kanalisiere Davis die Trauer um ihren Vater in einer Reihe fesselnder Eigenkompositionen, die ihren Verlust reflektieren und ihr helfen würden, eine liebevolle Beziehung zu verarbeiten, die dennoch nicht so tief war, wie es ihr hätte gefallen können. Ohne den textlichen Hintergrund könne Portals zwar ein wenig rätselhaft wirken, aber es vermittle immer noch den Eindruck der Erlösung, die unruhige Gefühle der Trauer mit dem Frieden verbinde, der nach tiefer Seelensuche erreicht werden könne.